# Rajković
Rajković (cyr. Рајковић) – wieś w Serbii, w okręgu kolubarskim, w gminie Mionica. W 2011 roku liczyła 302 mieszkańców.